# アンドレイ・コンチャロフスキー
アンドレイ・セルゲーヴィチ・コンチャロフスキー （露: Андре́й Серге́евич Кончало́вский、ラテン文字転写例：Andrei Sergeyevich Konchalovsky, 1937年8月20日 - ） は、ソ連・ロシアの映画監督。
アンドレイ・セルゲーヴィチ・ミハルコフ＝コンチャロフスキー(露: Андре́й Серге́евич Михалко́в-Кончало́вский、ラテン文字転写例：Andrei Sergeyevich Mikhalkov-Konchalovsky)とも表記される。父親は作家のセルゲイ・ミハルコフ、弟は同じく映画監督のニキータ・ミハルコフである。

## 来歴
1937年8月20日、モスクワで生まれる。父親は作家・詩人で、ロシア連邦国歌・ソビエト連邦国歌の作詞でも知られるセルゲイ・ミハルコフ、母親も詩人であり、コンチャロフスキーは同じく映画監督となった弟のニキータ・ミハルコフとともに芸術家の家庭で育った。初めはピアニストを志していたが、次第に映画に転向。その後、全ソヴィエト連邦国立映画大学に入学した。卒業製作の短編『Мальчик и голубь（少年と鳩)』（1961年）がヴェネツィア国際映画祭で賞を受けたことによって注目された。
1965年、黒澤明の作品に影響を受けて製作した長編処女作『最初の教師』を発表。翌1966年の第27回ヴェネツィア国際映画祭のコンペティション部門に出品された。2作目の『愛していたが結婚しなかったアーシャ』（1966年）は検閲によって上映禁止処分を受け、ゴルバチョフによるペレストロイカによって1988年に初めて公開された。同作は第38回ベルリン国際映画祭で国際映画批評家連盟の特別表彰を受けた。また、1960年代は同じく全ソ国立映画大学の生徒だったアンドレイ・タルコフスキーと活動し、タルコフスキーの『ローラーとバイオリン』（1960年）や『僕の村は戦場だった』（1962年）、『アンドレイ・ルブリョフ』（1966年）の脚本を共同で執筆した。
1971年にチェーホフの同名小説を映画化した『ワーニャ伯父さん』を発表。同年のサン・セバスティアン国際映画祭で銀の貝殻賞を受賞した。1979年には叙事詩大作『シベリアーダ』を発表。同年の第32回カンヌ国際映画祭で審査員特別グランプリを受賞した。
1980年にはハリウッドでの映画製作のためにアメリカへ移住。ナスターシャ・キンスキーを起用した『マリアの恋人』（1984年）や黒澤明の脚本を元に製作した『暴走機関車』（1985年）といった作品を製作した。
その後、ソ連が崩壊した1991年にスターリン時代のソ連を描いた『映写技師は見ていた』を発表。1994年の『Курочка Ряба』で16年ぶりにロシアでの映画製作に復帰した。1997年にはモスクワ国際映画祭で名誉賞を受賞した。
2002年、第一次チェチェン紛争を扱った『Дом дураков』を発表。第59回ヴェネツィア国際映画祭で審査員特別賞を受賞した。2009年に製作した3D映画『くるみ割り人形』は批評家に酷評された。
2014年、『白夜と配達人』が第71回ヴェネツィア国際映画祭で銀獅子賞を受賞した。

## 作品
- Мальчик и голубь (少年と鳩)（1961年） 短編
- 最初の教師 Первый учитель （1965年）
- 愛していたが結婚しなかったアーシャ История Аси Клячиной, которая любила, да не вышла замуж （1966年）
- 貴族の巣 Дворянское гнездо （1969年）
- ワーニャ伯父さん Дядя Ваня （1971年）
- Романс о влюблённых (恋人たちの歌) （1974年）
- シベリアーダ Сибириада （1979年）
- Split Cherry Tree (ひび割れた桜の木)（1982年） 短編
- マリアの恋人 Maria's Lovers （1984年）
- 暴走機関車 Runaway Train （1985年）
- デュエット・フォー・ワン Duet for One （1986年）
- 或る人々 Shy People （1987年）
- 天使が降りたホームタウン Homer and Eddie （1989年）
- デッドフォール Tango & Cash （1989年）
- 映写技師は見ていた The Inner Circle （1991年）
- Курочка Ряба （1994年）
- キング・オブ・フィルム/巨匠たちの60秒 Lumière et compagnie （1995年） オムニバス
- オデュッセイア/魔の海の大航海 The Odyssey （1997年） テレビシリーズ
- Дом дураков (愚者たちの家)（2002年）
- 冬のライオン The Lion in Winter （2003年） テレビ映画
- Глянец （2007年）
- 暗闇の中で Dans le noir （2007年） オムニバス『それぞれのシネマ』の一篇
- くるみ割り人形 The Nutcracker in 3D （2009年）
- 白夜と配達人 Белые ночи почтальона Алексея Тряпицына （2014年）
- パラダイス Рай （2016年）
- 親愛なる同志たちへ Дорогие товарищи! （2020年）